# Alexandra Kluge
Alexandra Karen Kluge (* 2. April 1937 in Halberstadt; † 11. Juni 2017 in Berlin) war eine deutsche Ärztin und Schauspielerin. Bekanntheit erlangte sie durch die Zusammenarbeit mit ihrem Bruder Alexander Kluge, der sie in mehreren seiner Filme einsetzte.

## Leben

### Ausbildung und erfolgreiches Filmdebüt
Alexandra Kluge wurde 1937 als Tochter des Arztes Ernst Kluge und dessen Ehefrau Alice (Geburtsname: Hausdorf) geboren. Der Filmemacher Alexander Kluge ist ihr älterer Bruder. 1945 entging die Familie der Bombardierung Halberstadts durch alliierte Flugzeuge, bei der das Elternhaus komplett zerstört wurde. Nach der Trennung der Eltern zog ihr Bruder mit der Mutter nach Berlin-Charlottenburg, während Kluge die Schule in der DDR besuchte. Sie studierte Medizin an der Humboldt-Universität zu Berlin, dann in Frankfurt am Main und München und wurde zum Thema Anorexia nervosa (1969) promoviert. Später arbeitete Kluge als Assistenzärztin in Berlin und als Krankenhausärztin in Frankfurt am Main. Von 1991 bis 2002 arbeitete sie als Assistenzärztin in der onkologischen Schwerpunktpraxis von Rühl in Berlin. Seit 2002 war sie freie Mitarbeiterin bei den Kulturprogrammen der Kairos-Film bei dctp.
Mit dem Film kam Kluge weitestgehend durch ihren Bruder in Berührung. Für ihn war sie als Regieassistentin tätig und beteiligte sich am Drehbuch zu dessen Kurz-Dokumentarfilm Lehrer im Wandel (1962/63). Einem breiten Publikum wurde sie aber erst 1966 bekannt, als sie die Hauptrolle in Abschied von gestern übernahm, dem ersten Langfilm ihres Bruders. In dem Drama ist sie als junge Anita G. zu sehen, Tochter jüdischer KZ-Überlebender; nach ihrer Flucht aus der DDR in die Bundesrepublik gerät die Krankenschwester auf die schiefe Bahn. Abschied von gestern feierte seine Premiere 1966 bei den Filmfestspielen von Venedig, wo der Film mehrfach preisgekrönt wurde. Kluge erfand eigene Texte und spielte Szenen mit spontanen Einfällen, woraufhin sie ihr Bruder als „meine Mitautorin“ pries. Nach dem Premio Cinema Nuova in Venedig als Beste Schauspielerin sowie der Rosa d’Oro der Filmjournalisten (für die „sympathischste Persönlichkeit der XVII. Filmkunstschau in Venedig“) erhielt Kluge ein Jahr später den Bundesfilmpreis als Beste Hauptdarstellerin und den Medienpreis Bambi.

### Rückzug von der Schauspielerei
Obwohl der deutsche Kritiker Reinhard Baumgart in der Süddeutschen Zeitung die Zusammenarbeit der Kluge-Geschwister mit der von Jean-Pierre Léaud und François Truffaut verglich, setzte Alexandra Kluge ihre Filmkarriere nach ihrem erfolgreichen Leinwanddebüt nicht fort. Als Begründung gab sie an, sie wolle sich „vom großen Apparat nicht verwursten lassen“. Sie war daraufhin nur noch gelegentlich als Darstellerin, Sprecherin oder Drehbuchautorin an den Filmen ihres Bruders beteiligt. Rückblickend schrieb 2010 der Kritiker Andreas Platthaus (Frankfurter Allgemeine Zeitung): „Man kann nur bedauern, dass diese faszinierende Frau, die das Zeug zu einer deutschen Jeanne Moreau hatte, danach kaum noch Filme gedreht und stattdessen ihre Karriere als Ärztin weiterverfolgt hat.“
Anfang der 1970er Jahre vertraute Alexander Kluge seiner Schwester in dem Film Gelegenheitsarbeit einer Sklavin (1973) die Rolle der Hausfrau und Mutter Roswitha Bronski an, die sich mit einer Abtreibungspraxis gesellschaftspolitisch zu engagieren versucht. Nach der Rezension von Wilfried Wiegand (Frankfurter Allgemeine Zeitung) strahlt Alexandra Kluge in dem Film „nur noch eine gebrochene Intellektualität“ aus, nachdem ihr im Erfolgsfilm Abschied von gestern „eine unzerstörbare Naivität ins Gesicht geschrieben“ gestanden habe. Die Naivität der Hauptfigur wirke nur noch dargestellt, ihre Roswitha B. wirke „ein bisschen dumm“, was gegen die eigentliche Intention von Alexander Kluge spreche. Laut der Zeit handelt Gelegenheitsarbeit einer Sklavin vom Gesicht der Hauptdarstellerin: „Wenn Alexandra Kluge im Bild ist, provoziert sie Zuneigung, Zustimmung und spontane Sympathie auch oder gerade, wenn sie alles falsch macht. Ein sehr offenes, schutzloses Gesicht, verletzlich und ganz preisgegeben und dann wieder entschlossen und sicher, mit Augen, die ratlos und ängstlich und gottergeben die Belehrungen ihres Mannes oder ihre Gelegenheitsarbeiten hinnehmen und doch eine unerschütterliche innere Ruhe ausstrahlen können.“
Kluges letzte Rolle war in dem Essayfilm Die Macht der Gefühle (1983).

### Privatleben

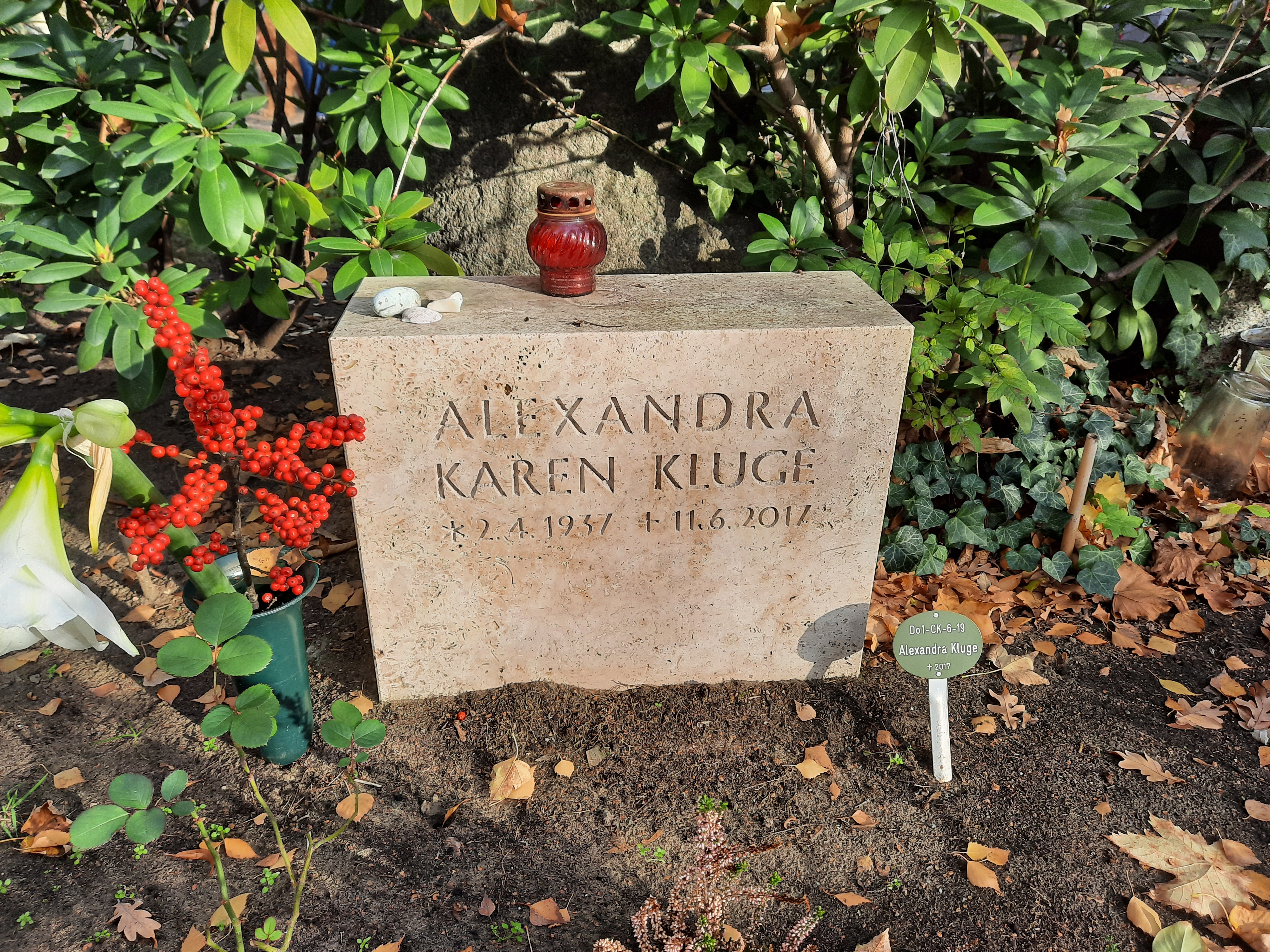
Alexandra Kluges Grabstein auf dem Dorotheenstädtischen Friedhof in Berlin

Alexandra Kluge heiratete 1968 Bion Steinborn, der in den 1980er Jahren Herausgeber der Filmzeitschrift Filmfaust war. Er spielte in Gelegenheitsarbeit einer Sklavin ihren Ehemann. 1968 wurde sie Mutter eines Sohnes, Andro Steinborn.
Eine enge Freundschaft verband sie mit dem ungarischen Literaturwissenschaftler Péter Szondi (1929–1971), den sie im April 1963 durch Theodor Adorno kennenlernte.
Alexandra Kluge starb im Juni 2017 im Alter von 80 Jahren in Berlin. Sie wurde auf dem Dorotheenstädtischen Friedhof in Berlin beigesetzt.

### Dokumentation
Eine filmische Dokumentation über Alexandra Kluge mit dem Titel „Ich friere auch im Sommer“ und dem Untertitel: „Die zwei Leben der Alexandra Kluge“ wurde von der Dokumentarfilmerin Hanna Laura Klar angefertigt und im Deutschen Filmmuseum gezeigt.

## Filmografie (Auswahl)
- 1966: Abschied von gestern
- 1968: Feuerlöscher e. a. Winterstein (Kurzfilm)
- 1973: Gelegenheitsarbeit einer Sklavin
- 1983: Die Macht der Gefühle

## Auszeichnungen
- 1966: Premio Cinema Nuova (Kategorie: Beste Darstellerin) und Rosa d’Oro bei den Internationalen Filmfestspielen von Venedig für Abschied von gestern
- 1966: Deutscher Kritikerpreis für Abschied von gestern (Kategorie: Film)
- 1967: Bambi für ihre schauspielerische Leistung in Abschied von gestern
- 1967: Bundesfilmpreis für Abschied von gestern (Kategorie: Beste Hauptdarstellerin)